# 2025年3月美國空襲也門
阿拉伯標準時間2025年3月，美軍對也門多個地點展開大規模空襲及海襲，這是美國總統當勞·特朗普2025年1月開始第二次總統任期以來，美國在中東發動的最大規模軍事行動。首輪打擊針對胡塞武裝的雷達、防空系統，以及境內的導彈與無人機設施。美國中央司令部表示，這次攻擊是大規模軍事行動的開端，目標是恢復紅海的安全，該水域因胡塞武裝連月來襲擊商船及軍艦而變得動盪不安。
自以色列—哈馬斯戰爭爆發以來，駐紮在也門的胡塞武裝已對國際航運發動逾190次襲擊，其中擊沉2艘船隻、劫持一艘，並造成至少4名船員死亡，試圖透過經濟施壓迫使以色列停火，並解除對加沙的封鎖。此外，該組織亦向以色列城市發射彈道導彈及無人機，其中一次襲擊在特拉維夫造成一名平民喪生。作為回應，美國、英國、以色列及一支多國聯軍展開「繁榮衛士行動」，對也門發動連串空襲。
特朗普警告，若胡塞武裝再度發動襲擊，美國將視之為伊朗的侵略行為，並追究伊朗責任，揚言將採取嚴厲報復措施。

## 背景

2024年6月16日也門沿海地區胡塞武裝活動概況：
最高政治委員會（胡塞武裝）
總統領導委員會（聯合國承認的也門政府）
胡塞武裝襲擊行動
胡塞武裝劫持事件

胡塞武裝是也門的一個什葉派伊斯蘭主義武裝組織，由伊朗支持，並普遍被視為伊朗主導的「抵抗軸心」的一部分。該組織於1990年代崛起，在也門內戰中成為主要勢力，與總統領導委員會對立，並自2014年以來控制包括首都薩那在內的也門北部地區。
由沙地阿拉伯主導、並獲美國支持的聯軍已與胡塞武裝交戰超過十年。自2023年10月7日哈馬斯襲擊以色列後，胡塞武裝持續在紅海發動導彈、無人機及炸藥快艇攻擊商船，迫使多家航運公司改道繞行非洲南部，增加營運成本，以此向以色列施壓，要求以哈戰爭停火，並解除對加沙地帶的封鎖。自2023年11月以來，胡塞武裝已對國際航運發動逾190次襲擊，擊沉2艘船隻、劫持一艘，並造成至少4名船員喪生，嚴重干擾全球貿易。《經濟學人》報導指，紅海貨運量因此減少70%。此外，胡塞武裝據報以向船東收取「過境費」為條件換取安全通行，將襲擊行動轉變為一種創收模式，透過黑市交易及海上勒索獲取大量資金。
胡塞武裝亦向以色列城市埃拉特及特拉維夫發射彈道導彈及無人機，當中一架無人機襲擊造成一名以色列平民死亡。作為回應，美國、英國及以色列在多國聯軍的支援下，發動對也門的空襲，以削弱胡塞武裝的軍事能力。
儘管伊朗「抵抗軸心」的其他成員，包括哈馬斯、真主黨和敘利亞均遭受重大挫折，胡塞武裝卻憑藉也門的地理優勢，繼續與總統領導委員會對抗。
2025年1月，以色列與加沙實現短暫停火後，胡塞武裝暫停襲擊，但緊張局勢並未完全解除。3月2日，以色列再次封鎖對加沙的人道援助後，胡塞武裝發出警告，表示如援助受阻，他們將重啟襲擊。隨後，該組織向以色列下達最後通牒，要求在4天內重新開放邊境通道，讓援助物資進入。然而，由於以色列未作回應，胡塞武裝於3月11日宣佈恢復襲擊。
在軍事行動方面，胡塞武裝向美國空軍F-16戰機發射導彈，並聲稱成功擊落一架美軍MQ-9收割者偵察機。美國政府於2025年1月重新將胡塞武裝列為外國恐怖組織。
2025年2月，CBS新聞報導指，美國總統特朗普與國防部長皮特·赫格塞斯放寬對美軍指揮官的行動限制，允許他們在傳統戰場範圍以外授權空襲及特種作戰行動。這一政策擴大美軍的襲擊目標範圍，胡塞武裝成為首批受影響的組織之一。
武器專家分析指出，胡塞武裝可能已獲得更先進的無人機技術，進一步提升其作戰能力與攻擊範圍。該組織的大部分武器來自地下工廠製造，或由其主要支持者伊朗經偷運進入。截至2025年3月，伊朗的鈾濃縮活動已接近武器級水準，成為國際社會關注的焦點。同時，伊朗經濟困境加劇國內不滿，導致社會動盪持續升溫。

## 襲擊

### 3月15日
美國總統特朗普批准這項籌劃多時的軍事行動，並於3月15日（星期六）正式下達攻擊命令。同日，美國國會部分成員在白宮獲得簡報。
美國官員形容此次行動為特朗普第二次總統任期內規模最大的軍事打擊。美軍戰機從駐紅海南部的尼米茲級哈瑞·S·杜魯門號航空母艦起飛，配合駐中東地區的美國空軍攻擊機及武裝無人機共同發動襲擊。BBC報導稱，英國未直接參與空襲，但提供空中加油支援。
美軍對也門各地發動至少40次空襲，主要針對首都薩那及薩達省。在薩那，發動8次襲擊，其中一次擊中住宅區，導致15人死亡、9人受傷。其他被襲擊的目標包括薩那國際機場，該機場內設有重要軍事設施，空襲後現場濃煙滾滾。此外，北薩那Shouab區的Geraf社區亦遭受4次襲擊。Al-Masirah和其他當地媒體報導指，空襲發生於美東時間下午1時30分。
在薩達，美軍發動12次襲擊，其中一枚導彈擊中達哈揚的發電站，導致當地大範圍停電。此外，美軍亦轟炸塔伊茲的軍事設施。在伊卜省的卡赫扎地區，胡塞武裝媒體報導，空襲摧毀兩棟民宅，造成15人死亡。另有8次空襲發生於貝達省，而扎馬爾省、哈傑省和馬里卜省亦遭攻擊。
胡塞武裝譴責此次行動為「戰爭罪行」，並揚言將進行報復。根據胡塞武裝控制的衛生部報告，至少53人死亡，其中包括5名兒童和2名婦女，另有98人受傷。聯合國兒童基金會獨立確認，至少有2名兒童在襲擊中喪生。
| UNICEF Yemen  | X的logo，一个风格化的X字母 |
| @UNICEF_Yemen | X的logo，一个风格化的X字母 |

聯合國已證實，在2天前針對薩達北部的空襲中，至少有兩名分別為6歲與8歲的男孩遇難。另有一名兒童受傷，第四名兒童的傷勢仍待確認。UNICEF呼籲任何時候都應保護兒童及平民
2025-03-17
美國國家安全顧問邁克·華爾茲表示，此次行動已擊殺多名胡塞武裝領袖，並暗示美軍可能進一步攻擊伊朗在也門的目標。
此外，特朗普內閣成員在Signal私訊群組中，誤將軍事行動細節洩露給《大西洋月刊》總編輯傑弗里・戈德堡。

### 3月16日
美軍發動空襲，擊中胡塞武裝的軍事指揮中心、武器庫，以及用於監測航運的偵測設備。Al-Masirah報導稱，美軍在荷台達發動兩次空襲。
據沙地阿拉伯媒體Al Hadath報導指，胡塞武裝領袖阿卜杜勒·馬利克·胡塞的一名安全主管在薩達被擊斃。
胡塞武裝宣稱，他們對美軍航空母艦哈瑞·S·杜魯門號航空母艦發動攻擊，發射18枚彈道與巡弋導彈，以及一架無人機。然而，美國官員表示，美軍戰機成功攔截並擊落胡塞武裝發射的11架無人機，且其中一枚導彈在飛行途中故障並墜入海中。稍後，胡塞武裝再度聲稱，他們向哈瑞·S·杜魯門號航空母艦及其護航戰艦發射新一輪導彈與無人機。
根據戰爭研究所的報告指，美軍在焦夫省的空襲行動擊殺三名胡塞武裝高層，包括指揮官宰因·阿比丁·馬赫圖里，襲擊發生在哈茲姆區。

### 3月17日
據與被胡塞武裝控制的也門通訊社分部報導指，美軍在清晨對荷台達發動兩次空襲，目標包括一座棉花加工廠，以及胡塞武裝劫持的以色列相關貨船銀河領袖號貨滾船的指揮艙。此外，也門通訊社指出，薩達一座正在興建中的癌症治療中心遭到轟炸，嚴重受損。
美國參謀長聯席會議行動總監亞歷克斯·格林科維奇中將表示，美軍自展開轟炸行動以來，已在也門境內打擊超過30個目標，擊斃數十名胡塞武裝分子。
夜間，Al-Masirah報導稱，美軍空襲薩那的Al-Habashi鋼鐵廠及總統府南部地區的多個目標。另外，美軍還對焦夫省哈茲姆區的一處政府大樓，荷台達省巴吉勒區的一家鋼鐵廠，以及也門哈茲姆的另一棟政府大樓發動攻擊。

### 3月18日
據法新社報導指，目擊者表示，當晚薩達遭到三次空襲。

### 3月19日
據胡塞武裝媒體報導，美軍對薩那和荷台達發動至少10次空襲。此外，薩達的薩夫拉區也遭到攻擊，該地區被視為胡塞武裝的重要軍事據點，內有訓練基地和武器庫。路透社報導稱，美軍空襲還摧毀胡塞武裝領袖為躲避前美國總統祖·拜登政府空襲而修建的戰壕與掩體，迫使該組織高層進一步藏匿。
美軍對薩那的攻擊波及一處住宅區，造成7名女性與2名兒童受傷。Al-Masirah亦報導稱，薩那東南部薩瓦迪亞區遭受空襲。美國戰爭研究所指出，美軍還空襲胡塞武裝控制的薩那通信部和郵政局。
支持胡塞武裝的媒體報導，薩那為16名陣亡武裝分子舉行了葬禮。

### 3月20日
Al-Masirah報導稱，美軍對荷台達省的阿爾米納區發動至少4次空襲，但胡塞武裝媒體後續稱，荷台達省總共遭受5次襲擊，其中一處為宰比德的一座棉花加工廠。據稱，該工廠已被改造為地雷與爆炸裝置生產基地。美國也在薩夫拉附近發動空襲。
胡塞武裝控制的也門衛生部則聲稱，美軍空襲了一座尚在建設中的婚禮大廳，造成9人受傷，其中包括女性與兒童。

### 3月21日
也門媒體報導，美軍戰機在圖海塔區發動6次空襲，其中包括針對法扎-圖海塔的胡塞軍事基地的襲擊。戰爭研究所報告指出共發生七次空襲。

### 3月22日
Al Hadath報導指，美軍早前對荷台達的一座海軍基地發動空襲，導致8人受傷，其中包括胡塞武裝海軍指揮官曼蘇爾·薩阿迪。
也門通訊社則稱，美軍對荷台達國際機場發動3次空襲。3名胡塞武裝指揮官在馬里卜省邁傑札爾的空襲中喪生。美國空襲的目標是焦夫省的一個胡塞軍事基地和彈藥庫。

### 3月23日
胡塞武裝控制的也門衛生部報告，美軍對薩那西部阿塞爾地區一棟住宅樓發動空襲，造成1人死亡，13人受傷，其中包括3名兒童。此外，薩達、荷台達和馬里卜等地也遭到美軍攻擊。據報導，薩那西部的襲擊目標為胡塞武裝的一處彈藥庫。Al Hadath稱，喪生者為胡塞武裝的一名高級官員。
也門通訊社報導指，美軍對薩利夫港發動空襲。另據報導，美軍轟炸薩哈爾區和基塔夫瓦阿爾博凱區，並在馬里卜省執行5次空襲。
美國國家安全顧問華爾茲表示，此次美軍打擊擊斃胡塞武裝的多名核心領袖，包括該組織的「導彈總指揮」，並破壞其總部、通信系統、武器工廠及無人水面載具生產設施。

### 3月24日
沙地阿拉伯媒體Al Hadath稱，美軍夜間空襲薩那，擊斃一名胡塞武裝高級官員。

### 3月25日
也門通訊社報導，美軍對薩達郊區發動空襲，導致至少2人受傷。另據報導，美軍對薩達省的一家癌症醫院進行第二次轟炸，該醫院已完全被毀。
戰爭研究所報導稱，美軍在薩達省發動12次空襲。

### 3月26日
胡塞武裝媒體Al-Masirah報導稱，美國對薩達省發動兩次襲擊。Al-Masirah報導指，美國對薩達地區、薩達省的薩勒姆區和哈爾夫蘇富揚區發動襲擊。美國還對萨那南部和北部发动了至少15次空袭。
也門數據計畫報告稱，迄今為止，空襲行動已造成至少25名平民死亡，其中包括4名兒童，至少28名平民受傷。

## 反應

### 美國
美國總統特朗普指責胡塞武裝發動一系列針對美國及其他國家船隻、飛機和無人機的「海盜行為、暴力和恐怖襲擊」，並誓言動用「毀滅性武力」，直至胡塞武裝停止襲擊航運。他強調：「沒有任何恐怖組織能阻止美國的商業與軍事船艦在全球水域自由航行。」
特朗普進一步警告：「你們的時間已經到了，從今天起，襲擊必須停止。否則，你們將迎來前所未見的毀滅性打擊。」他還向伊朗發出嚴厲警告，要求其立即停止支持胡塞武裝，並承諾將讓伊朗「為胡塞武裝的行動負起全部責任」。
美國國防部長赫格塞思在Twitter／X平台發文稱：「美軍絕不容忍胡塞武裝襲擊美國船隻、飛機（甚至我們的軍隊！）；伊朗作為其金主，也已收到明確警告。」他強調：「航行自由必將恢復。」
3月17日，特朗普再次強硬表態，宣佈今後胡塞武裝的任何襲擊都將被視為伊朗的直接行動，並警告德黑蘭將因此承擔後果，面臨「極為嚴厲的報復」。

### 也門

#### 胡塞武裝
胡塞武裝政治局譴責美國的軍事行動，指控其構成「戰爭罪行」。胡塞武裝媒體辦公室副主任納斯魯丁·阿邁爾表示：「薩那將始終是加薩的盾牌與後盾，無論遭遇何種挑戰，都不會拋棄加沙。」另一名胡塞高層官員接受阿拉伯衛星電視台採訪時批評，美國的襲擊公然侵犯也門主權，胡塞武裝將以「痛擊且具威懾性」的方式進行回應。
3月18日，親胡塞的也門武裝部隊發表聲明稱：「美國的侵略行為無法動搖也門的抗爭決心，我們將繼續履行對巴勒斯坦人民的宗教、道義和人道責任。」胡塞武裝並再次呼籲以色列解除對加沙地帶的封鎖。
3月17日，數萬名示威者在薩那、薩達、扎馬爾、荷台達和阿姆蘭等地上街遊行，聲援胡塞武裝。

##### 胡塞武裝的軍事回應
3月16日，胡塞武裝聲稱向美國哈瑞·S·杜魯門號航空母艦及其航母打擊群發射了18枚彈道與巡弋導彈，並派出一架無人機。美國官員則回應稱，F-16與F-18戰機成功攔截11架無人機，而其中一枚導彈發生故障，墜入海中。
3月17日上午，胡塞武裝宣稱對哈瑞·S·杜魯門號航空母艦及其護衛艦發動新一輪襲擊，發射18枚導彈及一架無人機。
3月18日上午，胡塞武裝宣稱對該航母及其護衛艦發動第三次襲擊，但美國將領亞歷克斯·格林克維奇指出，這些攻擊「射偏目標超過100英里」，因此難以確認是否構成有效打擊。
3月19日，胡塞武裝再次宣稱對美軍航母發動攻擊，發射多枚巡弋導彈與無人機，這是自行動開始以來的第四次攻擊。

#### 總統領導委員會
獲得聯合國承認的總統領導委員會呼籲國際社會加強合作，採取全面戰略遏制胡塞武裝，並切斷其資金來源。該委員會強調，美國的空襲顯示出國際對胡塞武裝態度的轉變，並警告該組織的威脅已超越也門，正危及全球安全與穩定。

### 中東
在美軍發動襲擊後，伊朗伊斯蘭革命衛隊總司令侯賽因·薩拉米表示，胡塞武裝的行動是獨立決策的，並非由伊朗指揮。他還警告：「如果美國真的將威脅付諸行動，伊朗的回應將是堅決且毀滅性的」，此言針對特朗普對伊朗的威脅。伊朗外交部則譴責美國的襲擊違反《聯合國憲章》及國際法，外交部長阿巴斯·阿拉格齊強調，美國無權干涉伊朗的外交政策。伊朗最高領袖阿里·哈梅內伊則嚴詞譴責美軍對也門的空襲，稱其為「必須被制止的罪行」。
伊朗駐聯合國大使阿米爾·賽義德·伊拉瓦尼致函聯合國秘書長安東尼奧·古特雷斯及聯合國安全理事會，指責特朗普及其他美國官員發表「魯莽且煽動性」的言論，包含「毫無根據的指控」與對伊朗的武力威脅。他駁斥特朗普關於伊朗支持胡塞武裝的說法，批評美國政府試圖「非法為其侵略行為與戰爭罪行辯護」。他警告，任何針對伊朗的侵略行為都將帶來嚴重後果，而美國必須為此負全責，並敦促安全理事會嚴肅看待這些挑釁性言論，確保各方遵守《聯合國憲章》。
沙地阿拉伯則否認提供美國軍事行動的後勤支援。一名沙地阿拉伯官員接受阿拉伯衛星電視台採訪時駁斥相關報導，稱其「具有誤導性」，並強調利雅德並未向美軍提供燃油補給。此前有報導稱，英國協助美軍戰機在沙地阿拉伯領空進行空中加油，而胡塞武裝則警告，將「對任何與美國敵人合作的國家採取行動」。
黎巴嫩真主黨發表聲明譴責美國對也門的襲擊。伊拉克真主黨精英運動同樣強烈譴責，並誓言將作出回應。

### 國際
- 英国：英國首相施紀賢證實，英國透過「例行盟軍空對空加油」支援美軍對也門的空襲[88]。

- 联合国：聯合國秘書長安東尼奧·古特雷斯敦促各方停止軍事行動，並警告事態升級可能破壞葉門的穩定，進一步加劇該國原本嚴峻的人道危機[89]。

- 俄羅斯：外交部部長謝爾蓋·拉夫羅夫則呼籲立即停止攻擊，並在與美國國務卿馬可·魯比奧的通話中強調，應透過外交對話尋求和平解決方案[90]。

- 中华人民共和国：外交部發言人毛寧表示，中方支持透過對話化解危機，並重申中國反對地區軍事升級的立場[91]。

- 朝鮮民主主義人民共和國：朝鮮駐埃及兼駐也門大使馬東熙譴責美軍空襲，批評美國威脅地區與全球秩序[92]。

## 軍事計畫洩漏事件

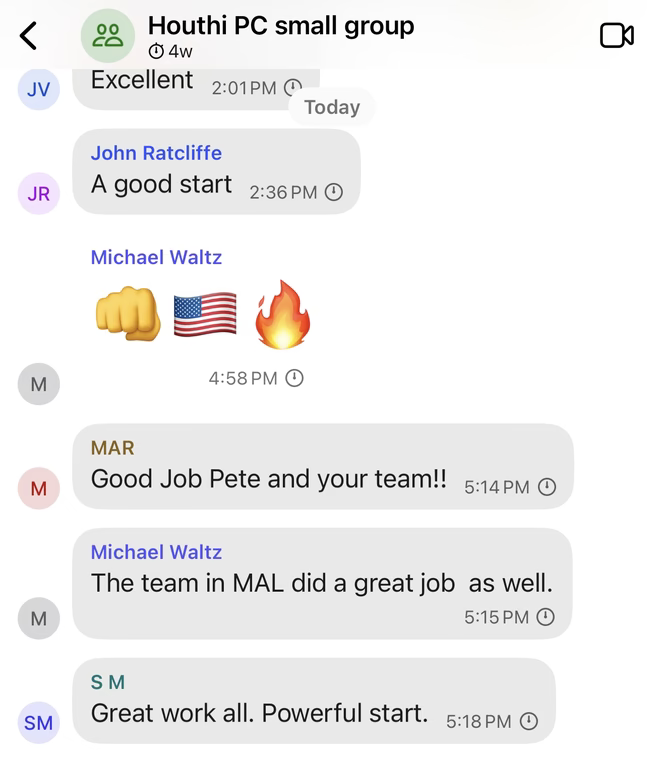
一張截圖顯示美國政府官員對襲擊行動的反應。

《大西洋月刊》總編輯傑弗里·戈德堡意外發現，美國政府官員透過Signal群組「胡塞PC小組」（Houthi PC small group）協調對也門的攻擊。該群組由邁克·華爾茲創建，成員包括疑似馬可·魯比奧、JD·萬斯、圖爾西·加巴德、皮特·赫格塞斯、史蒂芬·米勒、蘇茜·懷爾斯和史蒂文·威特科夫等特朗普政府官員。
3月14日上午，萬斯在群組中提議將襲擊行動延後一個月，表示：「我不確定總統是否意識到這與他目前在歐洲的立場有多麼矛盾」，並警告此次襲擊「可能導致油價出現中度到嚴重的上漲」。然而，他最終被赫格塞斯說服，決定按原定計畫於3月發動襲擊。赫格塞斯表示，這場襲擊「與胡塞武裝無關。我把它看作兩件事：1）恢復航行自由，這是核心的國家利益；2）重建威懾，這個拜登搞砸了。」。
9時35分，米勒在群組中通知成員，特朗普已批准襲擊行動。3月15日11時44分，赫格塞斯分享襲擊細節，包括目標、武器種類及襲擊順序。
安全專家指出，在Signal上討論軍事行動可能違反《間諜法》及《聯邦檔案法》。
3月24日，當戈德堡的報導曝光後，赫格塞斯回應：「沒有人在發送戰爭計畫，這就是我唯一要說的。」他還批評戈德堡「不誠實，缺乏公信力」。

### 美國政界反應
2025年3月24日，眾議院少數黨領袖、紐約州民主黨議員哈基姆·傑弗里斯呼籲國會對軍事計畫洩密事件展開調查，以查明作戰安全漏洞的成因。他批評該事件「魯莽、不負責任且極其危險」。
在美國國家安全會議發言人證實洩密群組聊天的真實性後，白宮新聞秘書卡羅琳·萊維特強調：「正如特朗普總統所言，對胡塞武裝的攻擊取得高度成功和顯著成效，特朗普總統對其國家安全團隊，包括國家安全顧問邁克·華爾茲，仍然充滿信心。」
美國參議院軍事委員會主席、共和黨參議員羅傑·威克則表示：「我們對這次洩密事件高度關切，並將以跨黨派合作方式進行調查。」